# Mercury-Scout 1
Mercury-Scout 1, o MS-1, va ser una nau espacial dels Estats Units destinada per provar les estacions de telemetria pels vols del Projecte Mercury. Tot va començar el 5 de maig de 1961 en una proposta de la NASA per utilitzar coets Scout per llançar petits satèl·lits amb l'objectiu d'avaluar el Mercury Tracking Network a nivell mundial en preparació per a les missions orbitals tripulades. El llançament del Mercury-Scout 1 va tenir lloc l'1 de novembre de 1961 sense tenir èxit, ja que el satèl·lit no va arribar a l'òrbita.
L'electricitat provenia en forma de 1.500 watts-hora emmagatzemada en les bateries químiques.